# Matti Salminen
Pour les articles homonymes, voir Salminen.
Matti Salminen, né le 7 juillet 1945 à Turku, est une basse finlandaise. C'est l'une des trois grandes basses scandinaves de sa génération, avec son compatriote Martti Talvela et le Danois d'origine norvégienne Aage Haugland
, .

## Biographie
Salminen, ancien élève de l'Académie Sibelius, est un interprète wagnérien très recherché (Hagen, Fasolt, Fafner, Marke, Pogner, Henri l'Oiseleur, le Landgrave, Gurnemanz) et a fait de fréquentes apparitions au Festival de Bayreuth. Il s'investit également pour l'opéra contemporain. Mais le rôle qu'il a le plus fait sien est celui de Sarastro. Dans un entretien paru en juin 2006 dans le magazine allemand Opernwelt, il estime l'avoir déjà chanté plus de mille fois sur scène, et déclare qu'il ne cesserait que lorsqu'il en serait lassé.

## Discographie sélective
- Tannhäuser : Le Landgrave de Thuringe (direction Giuseppe Sinopoli)
- Passion selon saint Matthieu : Jésus (direction Karl Richter)
- Don Giovanni : Le Commandeur (direction Daniel Barenboim)
- L'Enlèvement au sérail : Osmin (direction Nikolaus Harnoncourt)

## Prix
- Prix Alfred Kordelin , 2000
- Prix Finlande, 2016